# جيش دبابات الحرس الأول
جيش دبابات الحرس الأول (بالروسية: 1-я гвардейская танковая Краснознамённая армия) هو جيش دبابات تابع للقوات البرية الروسية.
يعود تاريخ إرث هذا الجيش إلى جيش الدبابات الأول، الذي تشكل مرتين في يوليو 1942 وفي يناير 1943 وتحول إلى جيش دبابات الحرس الأول في يناير 1944. قاتل الجيش كجزء من الجيش الأحمر على الجبهة الشرقية خلال الحرب العالمية الثانية. قاد ميخائيل كاتوكوف الجيش طوال معظم الحرب.
كما حارب في مرحلة الدفاع المبكر خلال معركة ستالينجراد وعملية أورانوس وشارك في معركة كورسك وعملية بروسكوروف-تشيرنوفتسي وعملية لفوف-ساندومييرز وهجوم فيستولا أودر ومعركة برلين. ثم تمركز في ألمانيا الشرقية بعد الحرب كجزء من مجموعة القوات السوفيتية في ألمانيا.
نُقل الجيش إلى سمولينسك بعد نهاية الحرب الباردة وما نتج عنها من انسحاب للوحدات السوفيتية في ألمانيا، وجرى حله في 1999. ثم أُعيد تشكيله في 2014 كجزء من التوسع العسكري الروسي.